# T visa
Aux États-Unis, un T visa est un type de visa qui permet à certaines victimes de la traite des êtres humains (y compris l'esclavage moderne et le trafic sexuel) et à leur famille proche de résider et de travailler temporairement sur le territoire américain. Il est habituellement octroyé si la victime signale le délit aux autorités et si elle accepte de coopérer à l'enquête et/ou aux poursuites judiciaires contre l'auteur ou les auteurs de la traite. 

## Histoire
D'après le gouvernement des États-Unis en 2002, jusqu'à 50 000 personnes (surtout des femmes et des enfants) sont amenées illégalement sur le territoire chaque année et prises au piège d'une forme d'esclavage contemporain. Le gouvernement y réagit avec le Victims of Trafficking and Violence Protection Act of 2000 qui (entre autres) permet aux victimes de déposer une demande de visa pour trois ans : ce visa leur permet de résider sur le sol américain. En 2006, le Congrès porte la durée de ces visas à 4 années. Même si 5 000 T-visas sont proposés chaque année, en janvier 2009, seuls 2 000 ont été accordés. En 2017, la National Human Trafficking Hotline reçoit 8 524 signalements de traite des êtres humains. En 2018, la durée de validité du visa est toujours de 4 années.

## Types de visas T
Les visas T-1 sont proposées aux personnes si elles correspondent aux critères suivants :
- entrée irrégulière aux États-Unis pour dans le cadre du travail sexuel tarifé, d'une servitude involontaire, d'une servitude pour dettes, de l'esclavage ou d'un statut peon ;
- prestations sexuelles ou entrée aux États-Unis sous la contrainte de la force, d'une tromperie ou d'une coercition ;
- l'expulsion entraînerait des répercussions d'une extrême gravité ;
- la victime signale les délits de traite auprès des autorités fédérales et, si elle a au moins 15 ans, elle aide les autorités dans l'enquête et la poursuite judiciaire des délinquants ;
- la victime doit démontrer qu'elle subirait des répercussions inhabituelles ou graves si elle est expulsée du territoire (conditions liées à l'âge, à la santé du demandeur, au risque de subir encore la traite, etc.[5]).

Les visas T-2 s'appliquent au conjoint de la victime ; T-3 concernent ses enfants ; T-4 ses parents et T-5 les frères ou sœurs mineurs et non mariés.